# Jan Maria Wünsch
Jan Maria Wünsch (5. září 1908 Hradec Králové – ?) byl český hudební skladatel a pianista. Byl synem hudebního skladatele a varhaníka Jana Nepomuka Wünsche.
Gymnázium vystudoval v rodném Hradci Králové. Následně v Praze vystudoval práva a získal titul JUDr. Stal se úředníkem Zemského úřadu v Praze. Teprve tehdy se začal více věnovat hudbě a absolvoval vyšší hudební studia. Studoval skladbu u Ervína Schulhoffa (od 1931), klavír na mistrovské škole i soukromě u Viléma Kurze (absolvoval 1938) a následně též u Jana Heřmana. Hudbě se začal věnovat naplno. V roce 1948 emigroval, vystupoval v Německu i Švýcarsku. V dráze klavíristy a skladatele pokračoval ve Spojených státech, kde v roce 1951 ve Washingtonu založil vlastní hudební ústav. Absolvoval hudební ústav ve Washingtonu. Napsal několik klavírních skladeb (např. suitu, cyklus preludií) i dechový kvintet. Byl členem National Association of American Composers and Conductors.